# Пракљача (филм)
Пракљача (рус. Дылда) је руски филм из 2019. године режисера Кантемира Балагова. У питању је драма о двема женама из Лењинграда и њиховом послератном синдрому са којим се свака бори на свој начин.  Премијерно је приказан у оквиру програма „Посебан поглед” на Канском фестивалу 2019. године.

## Радња
Ија (Викторија Мирошниченко) и Маша (Василиса Перелигина) раде у лењинградској болници, помажући рањенима и ратним инвалидима, иако и саме са фронта носе тешка и трауматична искуства, која су оставила великог психичког и физичког трага. Оне остварују душевну и телесну блискост у окружењу страдања и смрти, и она је све већа јер се кроз године ужаса њихов емоционални свет испразнио, иако су увек биле спремне за помоћ и емпатију. Иако обе остварују односе и са мушкарцима, једину праву љубавну спону имају једна са другом. Ту блискост остварују кришом, свесне околности и деликатности везе која их опчињава.

## Улоге
| Глумац                 | Улога            |
| ---------------------- | ---------------- |
| Викторија Мирошниченко | Ија              |
| Василиса Перелигина    | Маша             |
| Андреј Буков           | Николај Иванович |
| Игор Широков           | Саша             |
| Константин Балакирев   | Степан           |
| Ксенија Кутепова       | Љубов Петровна   |
| Аљона Кучкова          | Степанова жена   |
| Тимофеј Глазков        | Пашка            |

## Награде
Нови филм Кантемира Балагова добио је награду Канског фестивала у селекцији „Посебан поглед” и награду Међународне федерације филмских критичара (ФИПРЕСЦИ).